# Đá Hoa Lau
Đá Hoa Lau (tiếng Anh: Swallow Reef; tiếng Malay: Terumbu Layang-Layang nghĩa là "rạn san hô Chim", phần đảo nhân tạo gọi là Pulau Layang-Layang nghĩa là "đảo Chim"; tiếng Trung: 弹丸礁; bính âm: Dànwán jiāo, Hán-Việt: Đạn Hoàn tiêu, còn đảo nhân tạo được gọi là  拉央拉央岛, bính âm: Lāyāng lāyāng dǎo, Hán-Việt: Lạp Ương Lạp Ương đảo) là một rạn san hô vòng thuộc cụm An Bang (cụm Thám Hiểm) của quần đảo Trường Sa. Đá này nằm cách đảo An Bang khoảng 60,4 hải lý (111,8 km) về phía đông nam.
Đá Hoa Lau là đối tượng tranh chấp giữa Việt Nam, Đài Loan, Malaysia và Trung Quốc, trong khi Philippines chính thức không tuyên bố chủ quyền đối với rạn vòng này (xem thêm Nhóm đảo Kalayaan). Hiện Malaysia chiếm đóng đá Hoa Lau từ năm 1983.

## Đặc điểm

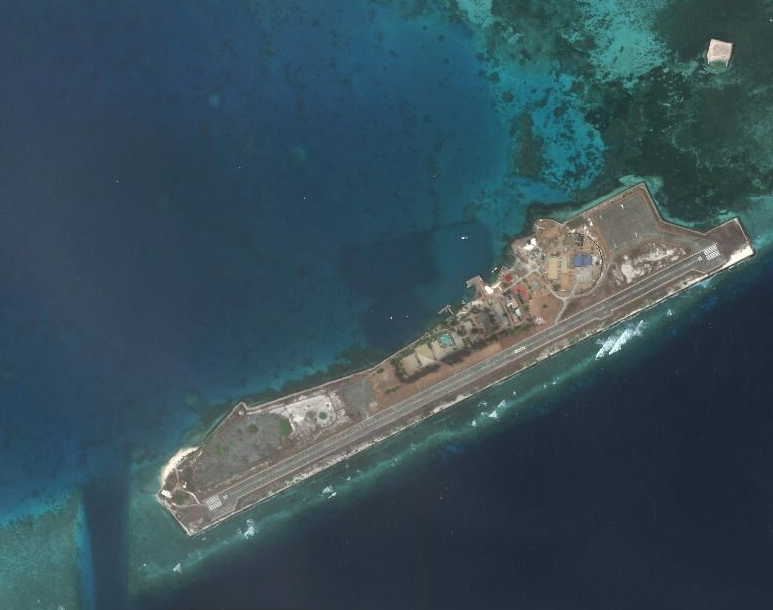
Đảo Layang-Layang trên đá Hoa Lau.

Đá Hoa Lau có chiều dài tính theo trục đông-tây là 3,8 hải lý (7 km) và chiều rộng là 1,2 hải lý (2,2 km). Diện tích đất nổi ban đầu khoảng 6.2 ha, sau được bồi đắp thành đảo nhân tạo dài khoảng 1.5 km, rộng khoảng 300 m với tổng diện tích khoảng 35 ha.

### Cơ sở hạ tầng

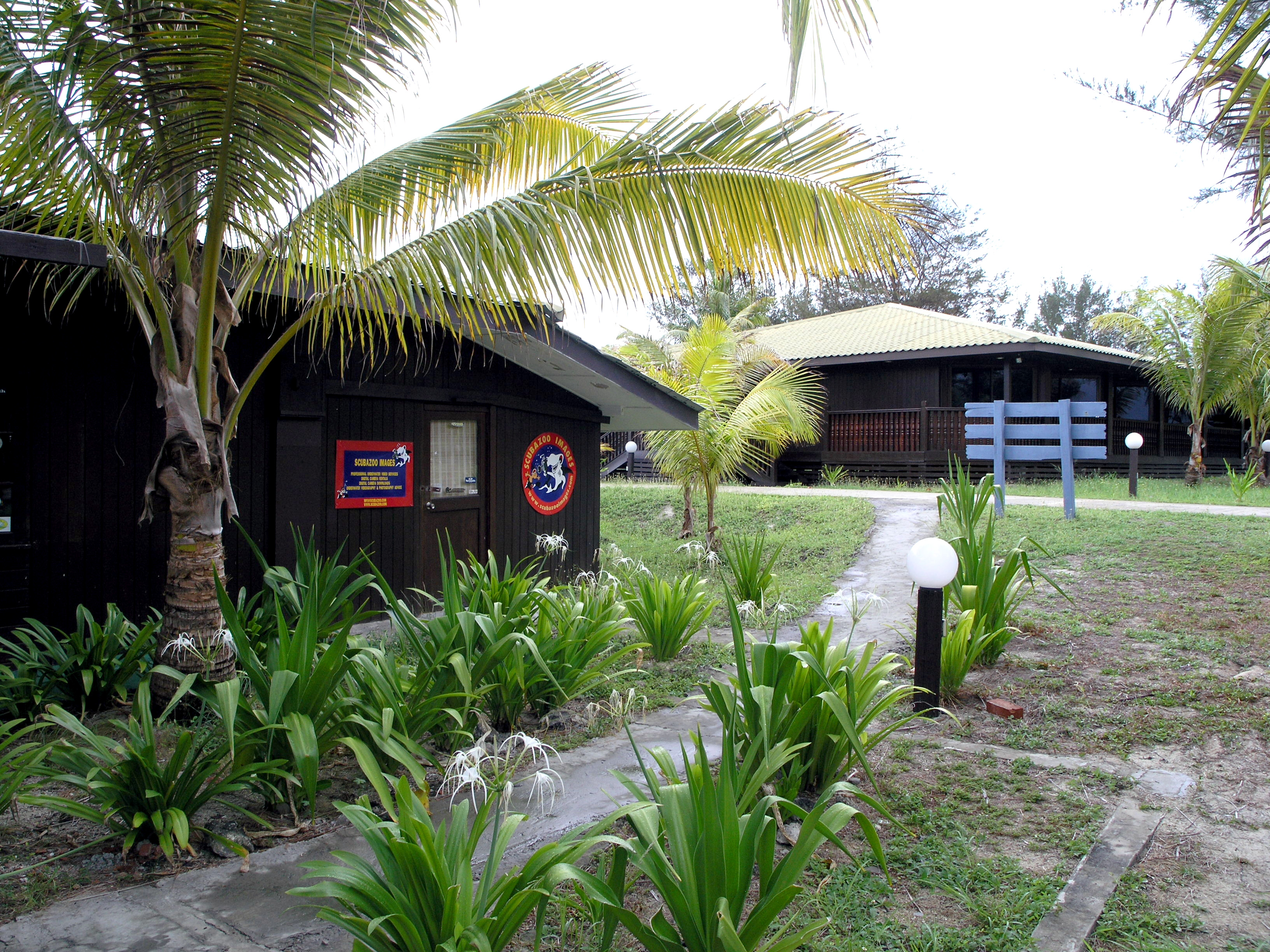
Khu du lịch trên đảo nhân tạo Layang-Layang.

Khoảng những năm 1984-1985, Malaysia nỗ lực kiến thiết một hòn đảo nhân tạo bằng cách nạo vét cát và san hô ở khu trung tâm của đá Hoa Lau rồi đắp lên góc đông nam, nơi (từng) có những tảng đá cao từ 1,5 đến 3 m. Trên đảo có một đường băng dài 1.067 m (hay 1.400 m) với các công trình như tháp điều khiển không lưu, nhà chứa máy bay,... Có hai máy phát điện và hai nhà máy khử nước mặn bằng phương pháp thẩm thấu ngược. Ngoài căn cứ hải quân, trên đảo còn có toà nhà nghiên cứu thuộc Bộ Ngư nghiệp Malaysia.

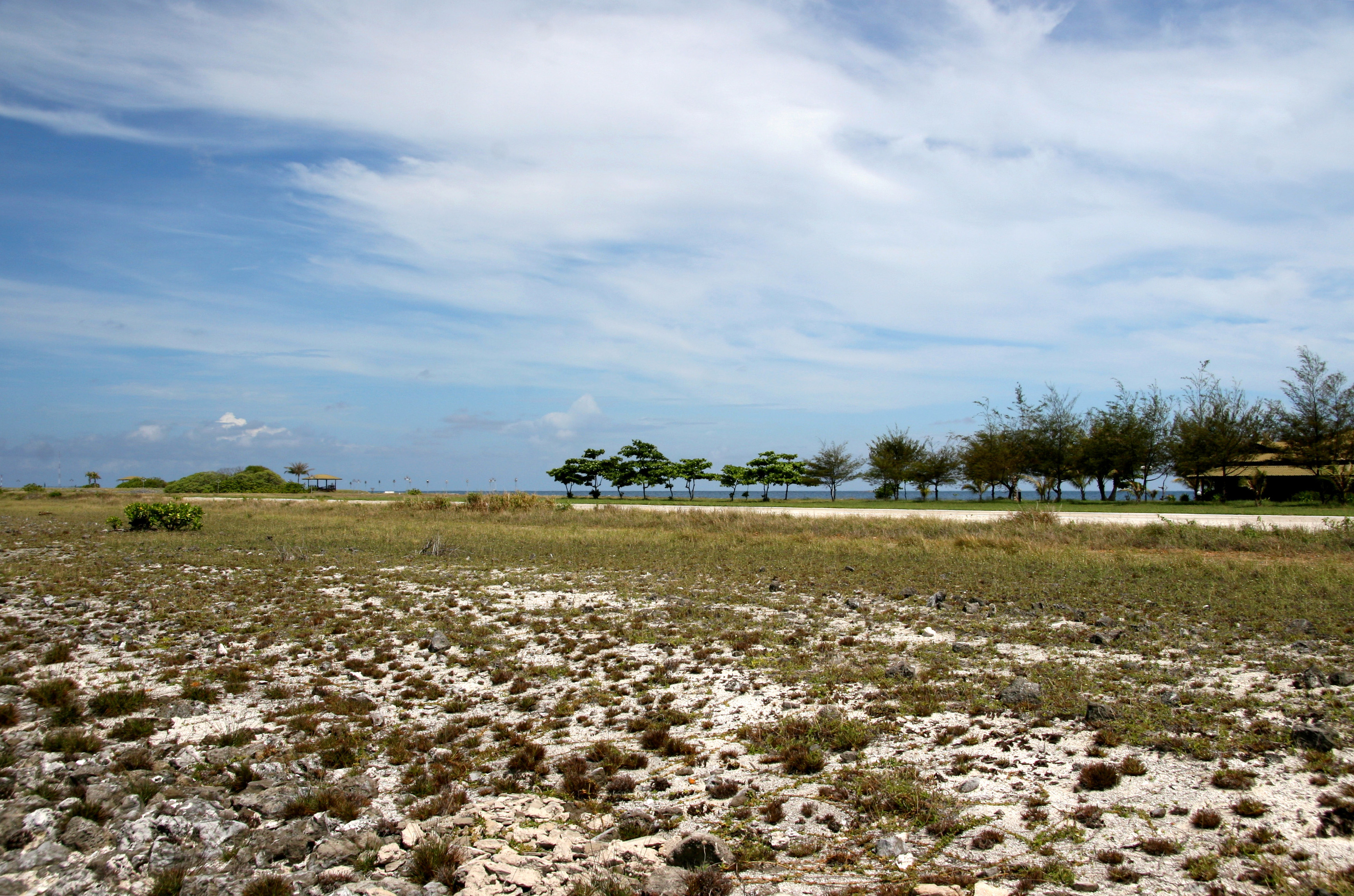
Quang cảnh trên đảo nhân tạo.

### Du lịch
Năm 1993, Malaysia khai trương dịch vụ du lịch dành cho khách yêu thích lặn biển. Khu nghỉ mát mang tên Avillion Layang Layang tại đây có tám mươi sáu phòng đạt tiêu chuẩn ba sao, một trung tâm lặn biển (thành viên của PADI, Hiệp hội Hướng dẫn viên Lặn biển Chuyên nghiệp) cùng một nhà hàng hai trăm chỗ ngồi, một hồ bơi và cửa hàng đồ lưu niệm. Tính đến năm 2006, khu nghỉ mát đã thu hút 1.457 du khách, chủ yếu đến từ Nhật Bản, Pháp, Hàn Quốc và Trung Quốc. Đi máy bay từ thành phố Kota Kinabalu (thủ phủ bang Sabah) đến Hoa Lau mất một giờ đồng hồ.

## Lịch sử
Ngày 20 tháng 9 năm 1979, Malaysia công bố các rạn san hô nằm trong vùng đặc quyền kinh tế của họ. Tuân theo quyết định của Nội các, người ta đã dựng một tháp kỉ niệm trên rạn vòng này vào ngày 21 tháng 6 năm 1980. Tháng 5 năm 1983 (có nguồn ghi tháng 6), Tổng Tham mưu trưởng quân đội Malaysia đã chỉ huy cuộc hành quân ra chiếm đóng đá Hoa Lau với khoảng mười tám binh sĩ thuộc lực lượng PASKAL ("Lực lượng Chiến tranh Đặc biệt thuộc Hải quân"). Sự kiện Malaysia chiếm đá này được báo chí ở Hà Nội (Việt Nam) xác nhận vào tháng 9 năm 1983.
Ngày 5 tháng 3 năm 2009, Thủ tướng Malaysia Abdullah bin Ahmad Badawi đã đến đá Hoa Lau và tuyên bố chủ quyền của nước này đối với đá Hoa Lau và vùng biển phụ cận.